# Spirit of Eden
A Spirit of Eden a Talk Talk nevű angol zenekar 1988-ban megjelent albuma. Mark Hollis és Tim Friese-Greene írta, rengeteg vendégelőadó működött közre az elkészítésében, sokféle hangszer fellelhető a dalokban. Széles körben elterjedt mestermű. Alan McGee – Guardian – írta: "A Spirit of Eden nem kategorizálható; figyelemreméltó, mert kortárs a hangzása és némiképpen felkészít a poszt rockra a The Verve és Radiohead vonulatra. Az alkotók által kialakított hangzásvilág kulcsot ad a Zene Birodalmához és egyben visszatér a művészethez." Az album nagyon aprólékos alkotói folyamat végeredményeként született: gyakran sötétben dolgoztak, és a csapat több órányi improvizációs zene anyagot rögzített, majd fáradságos munkával szerkesztették őket össze, s a rostán átment darabok kerültek fel végül a nagylemezre digitális technológiával rögzítve. A végeredmény rock, jazz, ambient és klasszikus zenei elemeket is tartalmaz. Az albumot a Parlophone Records jelentette meg, az EMI egyik leányvállalata.
A kritikusok gyakran tekintik a Spirit of Eden-t a Talk Talk hangzásvilágát megváltoztató albumnak. Az 1986-os The Colour of Spring-hez képest kereskedelmileg nem volt sikeres. Sok kritikus azonban dicsérte a lemezt, mert szerintük nagy hatással volt a 90-es évek posztrock stílusának kialakulására.

## Háttér
Mark Hollis a Talk Talk énekese 1980-as évek elején Angliában alapította a zenekart. Hollis már a kezdetekkor a jazz és a klasszikus zenei előadókra hivatkozott, mint Miles Davis, John Coltrane, Bartók Béla vagy Claude Debussy. De a Talk Talk első két albuma a The Party's Over és az It's My Life nem tükrözi ezeket a stílusokat.